# Liste der Monuments historiques in Hérouville-en-Vexin
Die Liste der Monuments historiques in Hérouville-en-Vexin führt die Monuments historiques in der französischen Gemeinde Hérouville-en-Vexin auf.

## Liste der Bauwerke
| Bezeichnung     | Beschreibung              | Standort | Kennzeichnung | Schutzstatus | Datum | Bild           |
| --------------- | ------------------------- | -------- | ------------- | ------------ | ----- | -------------- |
| Kirche St-Clair | Erbaut im 13. Jahrhundert | (Lage)   | PA00080092    | Classé       | 1915  | weitere Bilder |

## Liste der Objekte

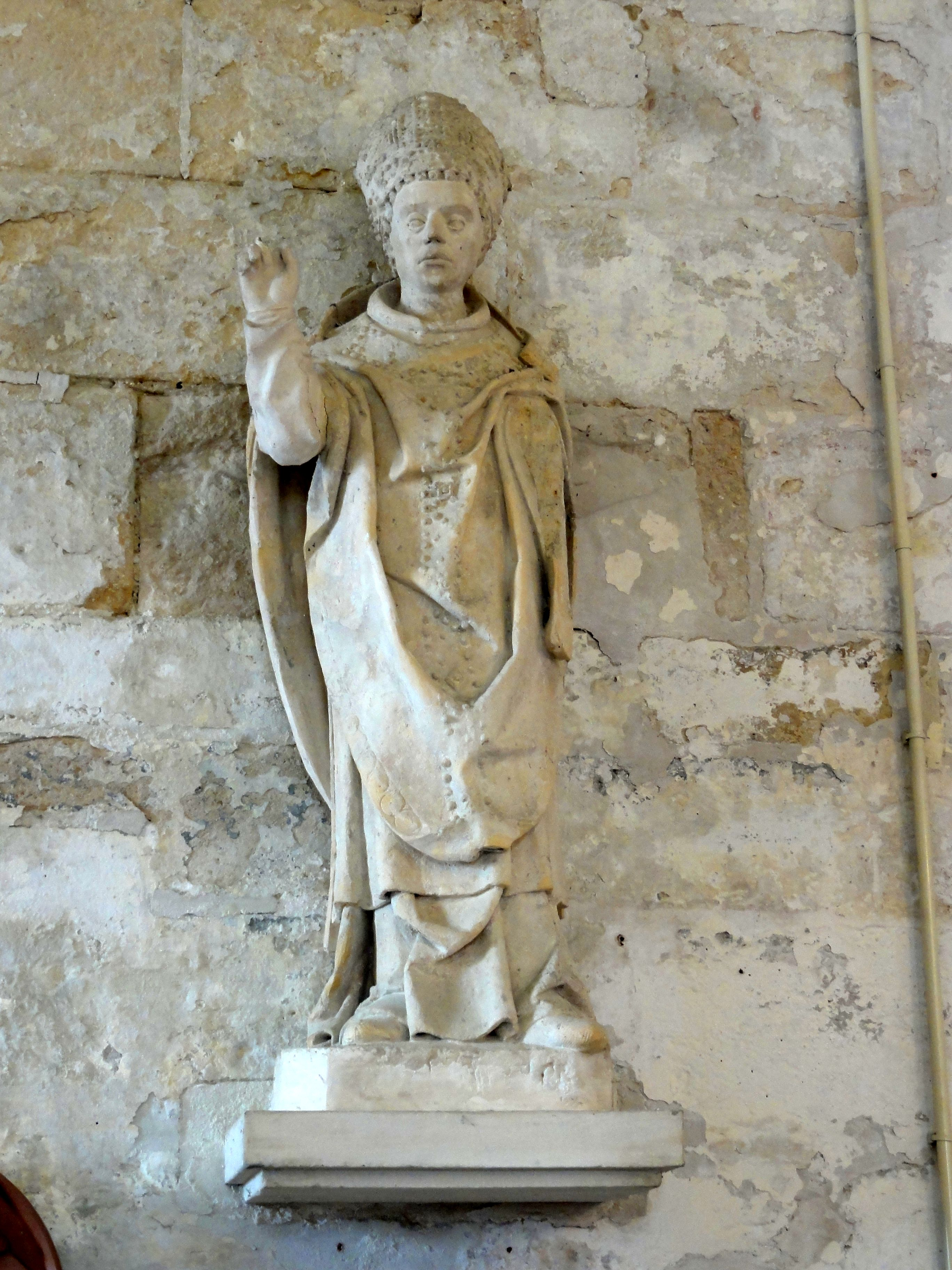
Skulptur eines Bischofs (Ende des 15. Jahrhunderts) in der Kirche St-Clair

- Monuments historiques (Objekte) in Hérouville-en-Vexin in der Base Palissy des französischen Kultusministeriums